# Offshore (estrazione)

Rappresentazione schematica delle fasi del ciclo produttivo del petrolio, del gas naturale e dei prodotti derivati dal petrolio.

Il termine offshore, utilizzato in relazione agli idrocarburi e alle loro attività di estrazione, si riferisce alle operazioni in mare o sul sottofondo marino relative a un giacimento petrolifero, di gas naturale o di condensato che si trova sotto il fondo del mare.
L'offshore fa parte del settore upstream dell'industria petrolifera e del gas. Le attività offshore comprendono la ricerca di giacimenti di petrolio greggio e gas naturale tramite la perforazione di pozzi esplorativi (fase di esplorazione), la fase di messa in produzione del giacimento con la perforazione dei pozzi di produzione e successivamente la gestione della produzione tramite i pozzi che estraggono il petrolio e/o il gas naturale portandoli in superficie (fase di estrazione).

## Esplorazione e perforazione
La fase di esplorazione offshore viene eseguita con vari tipi di unità di perforazione, tra cui unità galleggianti, navi perforatrici, installazioni semi-sommergibili e installazioni jack-up. Gli impianti offshore permanenti, che comprendono teste pozzo e tubazioni sottomarine, piattaforme offshore e installazioni galleggianti ancorate in vari modi, possono essere installate sul fondo del mare o sulla superficie dell'acqua e servono a collettare e fare un primo trattamento degli idrocarburi liquidi e/o gassosi estratti dai campi sottomarini prima del trasporto a terra per ulteriore trattamento e distribuzione. Il trasporto a terra degli idrocarburi viene effettuato tramite navi di stoccaggio, navi cisterna e condotte, operazioni che fanno parte del settore midstream, mentre le ulteriori operazioni di trattamento e distribuzione degli idrocarburi a terra fanno parte del settore downstream.

## Estrazione

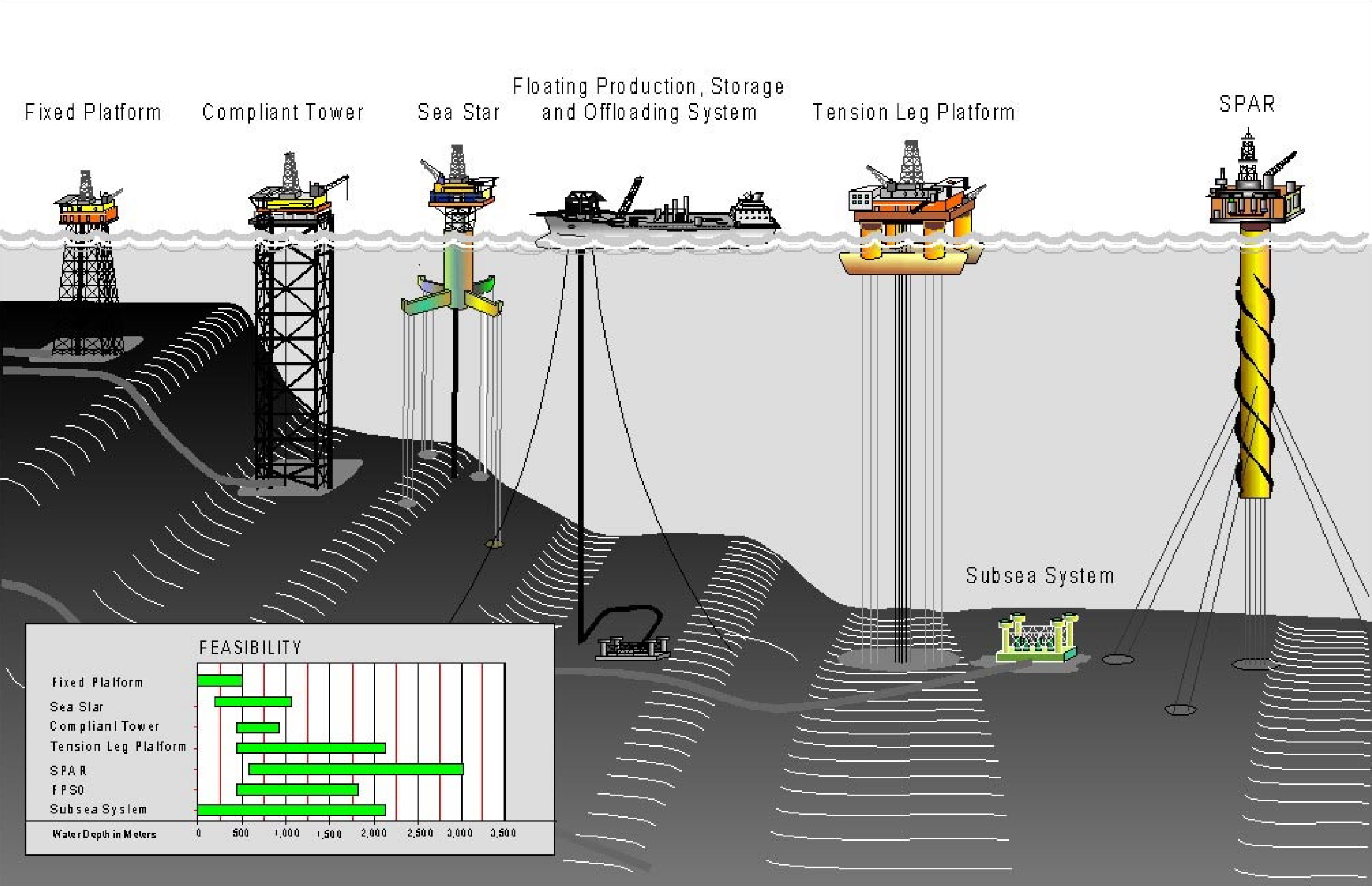
Confronto tra diversi tipi di impianti di estrazione petrolifera offshore, classificati in base alla profondità delle acque (crescente da sinistra a destra).

La fase di estrazione offshore viene realizzata attraverso vari tipi di installazioni, a seconda di vari fattori tra cui la profondità delle acque in cui devono operare: piattaforme fisse, torri flessibili, piattaforme semi-sommergibili, installazioni jackup (o navi autosollevanti), impianti di produzione flottanti, tension-leg platform (o piattaforme TLP), strutture a gravità o piattaforme spar.
Oltre all'estrazione, queste installazioni fanno un primo trattamento degli idrocarburi tramite i loro sistemi di separazione di petrolio, gas e acqua; sono dotate di impianti di riscaldamento, raffreddamento, pompaggio, dosaggio e stoccaggio dell'olio. Inoltre possono essere dotate di sistemi di re-iniezione dell'acqua e/o del gas nel giacimento, di impianti di gas combustibile e di generazione di energia, di torce e sistemi di trattamento delle acque reflue e di strutture ricettive per l'equipaggio.

## Fine vita e abbandono delle installazioni
La fase finale delle operazioni offshore è l'abbandono dei pozzi, fase in cui avvengono la disattivazione e la rimozione delle strutture offshore per l'invio allo smaltimento a terra, nonché il lavaggio, la pulizia e l'abbandono delle condotte.